# لئو باپتیستائو
لئوناردو کاریلو باپتیستائو (پرتغالی: Leonardo Carrilho Baptistão؛ زادهٔ ۲۶ اوت ۱۹۹۲) که با نام لئو باپتیستائو شناخته می‌شود، بازیکن فوتبال در پست بازیکن فوتبال در پست مهاجم اهل برزیل است.

## باشگاهی
از باشگاه‌هایی که در آن بازی کرده‌است می‌توان به رایو وایکانو، اتلتیکو مادرید، رئال بتیس، ویارئال، اسپانیول و ووهان زال اشاره کرد.